# Kepulauan Tujuh
Kepulauan Tujuh är öar i Indonesien.   De ligger i provinsen Jambi, i den västra delen av landet, 600 km norr om huvudstaden Jakarta.